# Banytschi
Banytschi (ukrainisch Баничі; russisch Баничи Banitschi) ist ein Dorf in der ukrainischen Oblast Sumy mit etwa 1300 Einwohnern (2004).

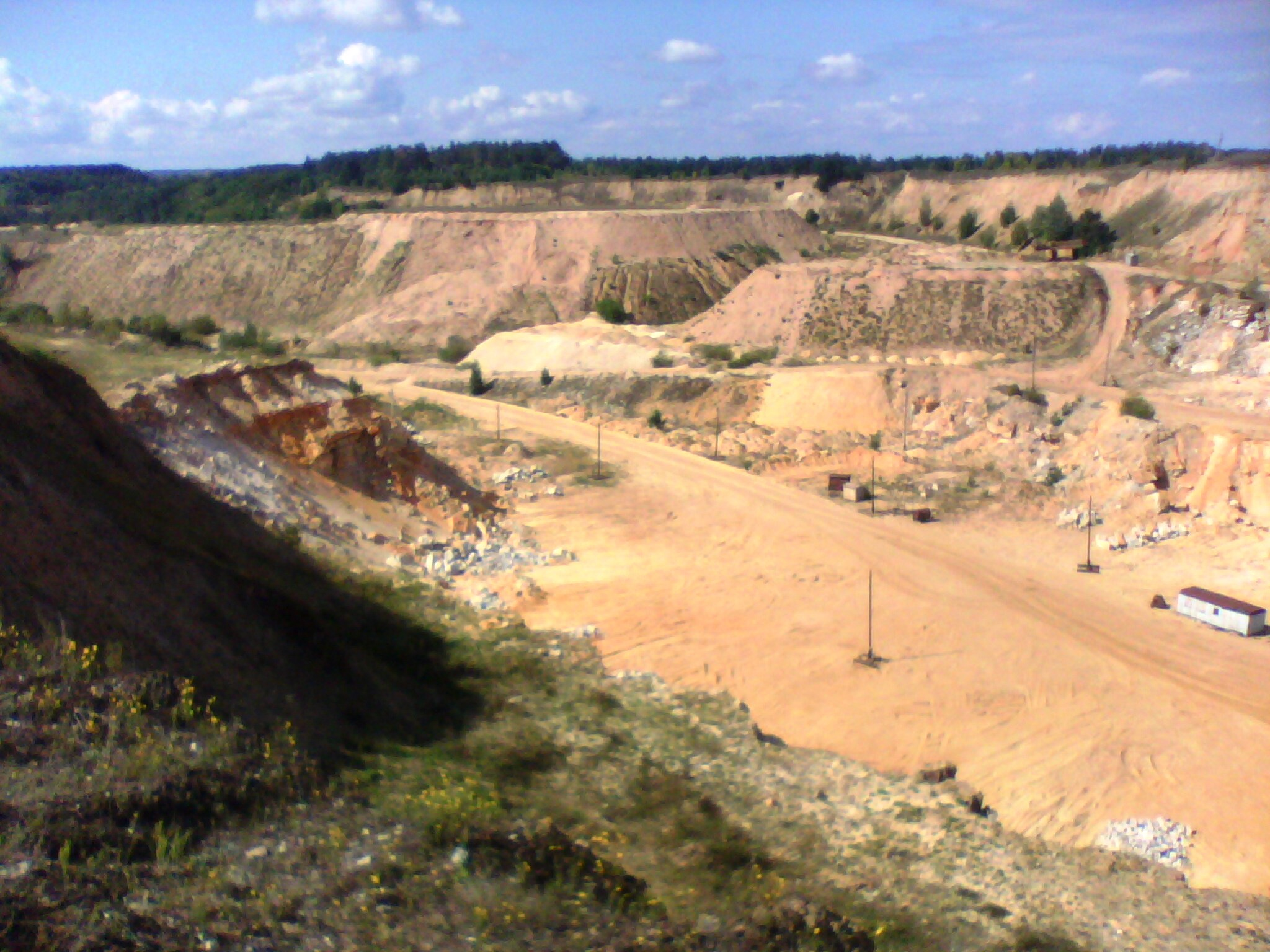
Quarzsteinbruch bei Banytschi

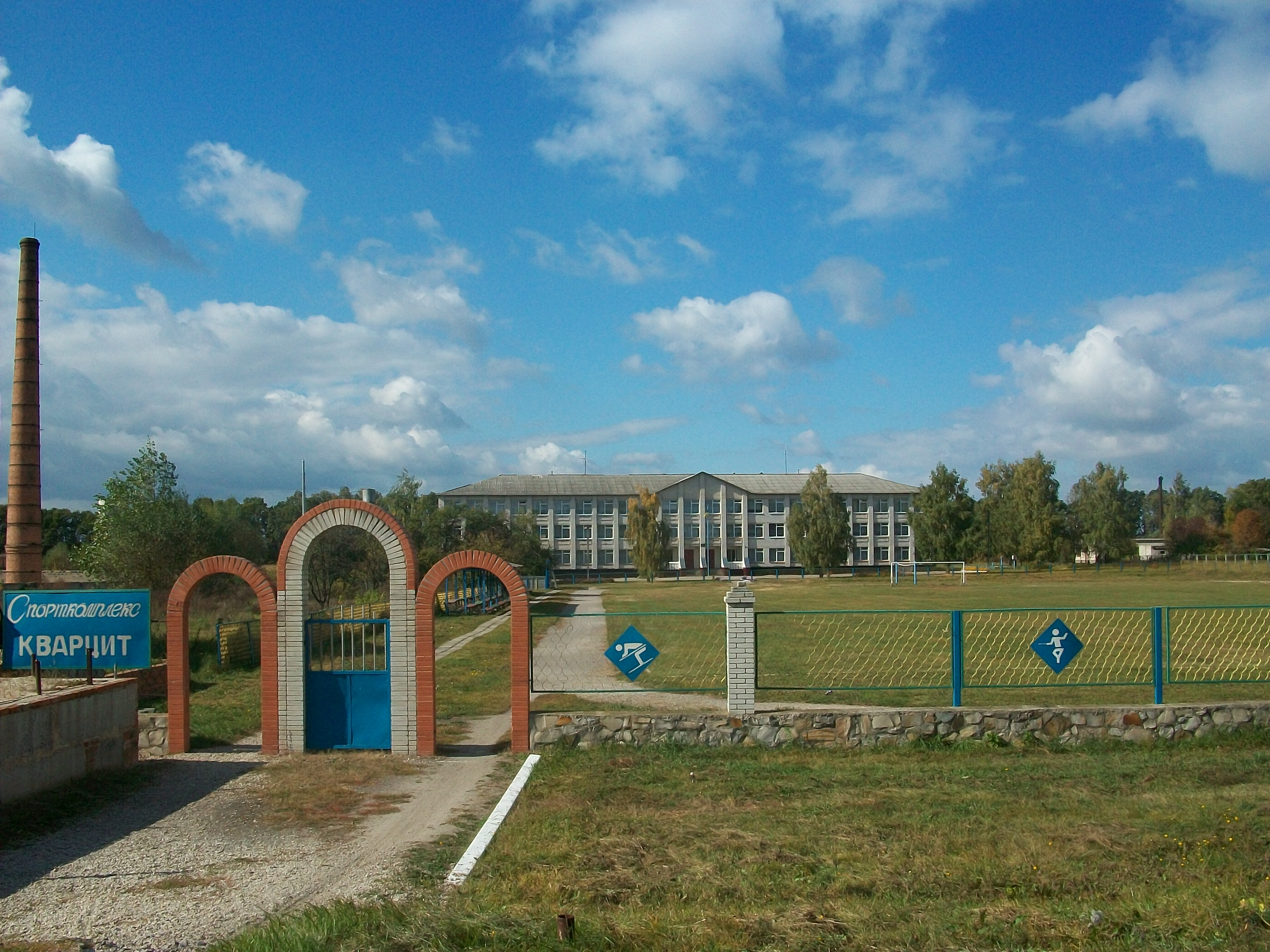
Sportkomplex „Quarzit“ in Banytschi

## Geographische Lage
Die Ortschaft liegt am Ufer des Esman (Есмань), einem 50 km langen Nebenfluss des Klewen und am Beginn der Bahnstrecke Makowe–Banytschi. Im Osten des Dorfes verläuft die Regionalstraße P–44. Das ehemalige Rajonzentrum Hluchiw liegt 19 km nördlich und das Oblastzentrum Sumy liegt 120 km südöstlich von Banytschi.

## Gemeinde
Am 12. Juni 2020 wurde das Dorf ein Teil der neugegründeten Stadtgemeinde Hluchiw, bis dahin bildete es zusammen mit den Dörfern Budyschtscha (Будища) und Mazkowe (Мацкове) die gleichnamige Landratsgemeinde Banytschi (Баницька сільська рада/Banyzka silska rada) im Süden des Rajons Hluchiw.
Am 17. Juli 2020 kam es im Zuge einer großen Rajonsreform zum Anschluss des Rajonsgebietes an den Rajon Schostka.